# Грудско поље
Грудско поље је крашко поље у западном делу Херцеговине. Налази се на надморској висини 280-620 метара и отворено је према долини Неретве. У североисточном делу поља налазе се бројан крашка врела, од којих је најзначајније Грудско врило, а на југозападу су понори - Шаиновац, Микулића понор и др. Клима је измењено средоземна. Пољем тече неколико токова од којих су најзначајнији Врлика, Тихаљина и Требижат. Становништво се бави претежно земљорадњом. Највећа насеља смештена су на рубовима — Борајна, Блажевићи, Ружићи, Дриновци и место Груде, по коме је поље и добило име.